# Diaea praetexta
Diaea praetexta là một loài nhện trong họ Thomisidae.
Loài này thuộc chi Diaea. Diaea praetexta được Ludwig Carl Christian Koch miêu tả năm 1865.